# Bertrand Périer
Pour les articles homonymes, voir Périer.
 (novembre 2020).
Bertrand Périer, né le 10 septembre 1972 à Neuilly-sur-Seine, est avocat aux Conseils et enseignant français de la prise de parole en public, spécialiste de l'art oratoire.

## Biographie
Né à Neuilly-sur-Seine, fils unique d'un père entrepreneur dans le bâtiment et d'une mère secrétaire médicale, Bertrand Périer grandit à Clamart. Après son baccalauréat, il obtient un diplôme de Sciences Po en 1993, un DEA en droit de l'Université Panthéon-Assas en 1995 et un diplôme de stratégie fiscale et juridique internationale de HEC Paris en 1997. Il devient avocat au barreau de Paris, et prête serment en 1999. En 2003, il est élu quatrième secrétaire de la Conférence des avocats du barreau de Paris. En 2016, il devient avocat auprès du Conseil d'État et de la Cour de cassation.
Sa rencontre avec l’avocat suisse Marc Bonnant, orateur réputé, lui donne le goût de l'improvisation. Depuis 2013, il fait ainsi partie des formateurs du projet Eloquentia, programme de formation et concours d'art oratoire organisé par Stéphane de Freitas à l’Université Paris-VIII en Seine-Saint-Denis et qui a fait l'objet du documentaire À voix haute : La Force de la parole en 2016. Reconnu comme un spécialiste de l'art oratoire, il enseigne cette discipline à Sciences Po, à l'École des hautes études commerciales de Paris ainsi qu'au Collège de Droit de l'Université Paris-I Panthéon Sorbonne. Il a publié en 2017 un ouvrage (sur le sujet de la prise de parole, mais possédant aussi une partie autobiographique) intitulé La parole est un sport de combat.

## Publications
- Bertrand Périer, La parole est un sport de combat, Paris, Jean-Claude Lattès, 2017, 219 p. (ISBN 978-2-7096-6069-3).
- Bertrand Périer, Sur le bout de la langue, Paris, Jean-Claude Lattès, 2019.

- Bertrand Périer, Sauve qui parle : quand la parole change la vie, JC Lattès, 2021.
- Bertrand Périer & Guillaume Prigent, Débattre : Comment nous reparler ?  Flammarion, 2022.
- Bertrand Périer, La parole, pour le meilleur et pour le pire, Jean-Claude Lattès, 2023.
- Bertrand Périer, Prendre la parole, pas de panique, Magenta, 2024.
- Bertrand Périer & Éric de Moulins-Beaufort, Sur parole !, Salvator, 2024.

## Filmographie
- Il apparaît dans le documentaire À voix haute : La Force de la parole réalisé par Stéphane de Freitas et Ladj Ly en 2016.
- Il interprète Maître Mirabeau dans Banlieusards réalisé par Leïla Sy et Kery James et scénarisé par Kery James sur Netflix en 2019.
- Il apparaît dans le documentaire Droit dans les yeux réalisé par Marie-Francine Le Jalu en 2020.

## Télévision
En 2019 et en 2020, il fait partie du jury de l'émission Le Grand Oral, diffusée sur France 2,.
Jusqu'en 2021, il faisait partie des chroniqueurs réguliers de l'émission Le Brunch de l'info sur LCI, animé par Christophe Beaugrand le week-end de 10h à midi.
Il est également chroniqueur régulier de l'émission Ça vous regarde, diffusée sur LCP.

## Distinctions
Il est nommé au journal officiel pour devenir Chevalier de l'ordre national du mérite, mais ne s'est pas encore fait décorer officiellement.